# Semana Internacional de Cine de Valladolid 2008

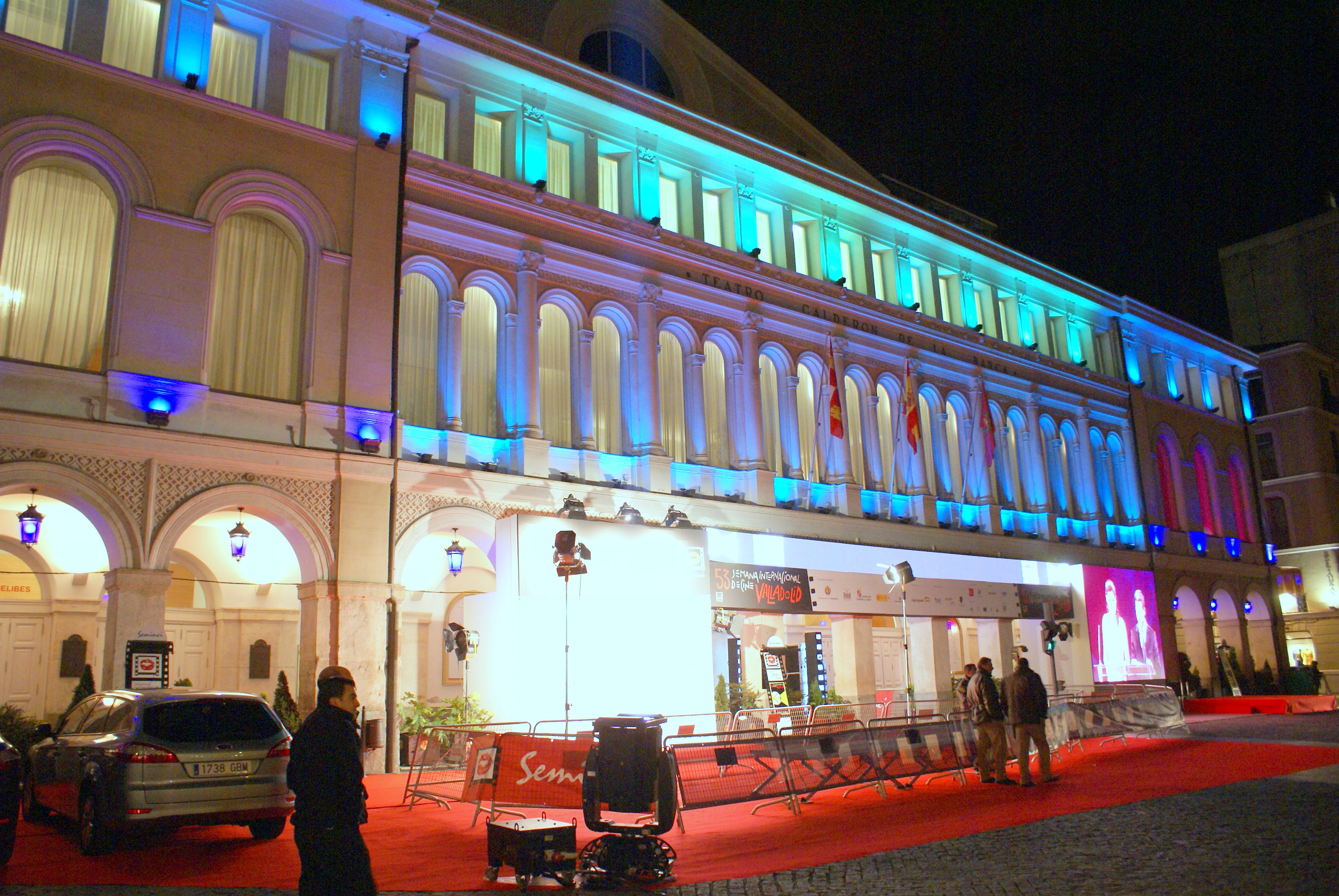
El Teatro Calderón durante la ceremonia de clausura.

La 53.ª edición de la Semana Internacional de Cine de Valladolid se celebró en la ciudad de Valladolid entre el 24 de octubre y el 1 de noviembre de 2008.

## Crisis interna
Juan Carlos Frugone Carranza, director de la 52.ª edición de la SEMINCI, remitió el 1 de abril de 2008 una carta al patronato del festival donde exigió una reunión urgente o de lo contrario presentaría su renuncia. La misiva vino motivada por los supuestos problemas internos en la organización del festival de cine, por lo que pidió una solución inmediata al patronato, presidido por el alcalde de Valladolid, Francisco Javier León de la Riva. Su principal exigencia fue la de poder contar con un equipo de su confianza sin que le impusieran a sus colaboradores.
El día 11 de abril, Frugone, no asistió a la reunión que él mismo solicitó por carta, y en la que se iban a debatir las condiciones exigidas por el director. El director de la SEMINCI justificó una "agenda personal y profesional apretada" para no estar en este encuentro, al que tampoco acudieron los representantes del Partido Socialista de Valladolid, debido a irregularidades en la convocatoria de la reunión. Ante la falta de miembros para debatir los problemas, el primer edil informó de que se abriría una investigación para determinar el trabajo que hacen los funcionarios municipales que están en la SEMINCI y continuar con el concurso para cubrir puestos. 
Finalmente, el 21 de abril, Juan Carlos Frugone, presentó su dimisión formal del cargo ante el patronato de este festival. A pesar de su renuncia, el crítico argentino continuó al frente de la Semana durante tres meses, el periodo obligatorio que fijaba su contrato. Por su parte, el alcalde de la Valladolid, anunció el inicio de las gestiones para buscar a un sustituto de Juan Carlos Frugone que dirija la SEMINCI.
El 6 de junio se anunció la elección de Javier Angulo Barturen, de 59 años, periodista que formó parte de la redacción inicial del El País en 1972 y fundador de la revista Cinemanía en 1995.

## Avance de programación
Las películas y secciones se presentaron 16 de septiembre, sin embargo, el día 1 de julio, el nuevo director de la SEMINCI, Javier Angulo, dio a conocer los ciclos que se pudieron ver en la 53.ª edición y el nuevo cartel, un dibujo en el que un ojo es el protagonista, con un coste de 2.500 euros.
Una retrospectiva de Gonzalo Suárez con 15 de sus películas; ciclos dedicados a Marco Ferreri y Rafael Azcona; Shohei Imamura y Bo Widerberg; el cine de animación en 3 dimensiones y una nueva entrega de las prácticas de la ECAM (Escuela de Cinematografía y del Audiovisual de la Comunidad de Madrid) centrarán la oferta paralela.
A ellos se unió también la exposición El perro andaluz cumple 80 años, con un centenar de fotografías sobre Luis Buñuel y la proyección de la película Metrópolis, dirigida por Fritz Lang y que se acompañó de la interpretación en directo de su banda sonora original a cargo de la Orquesta Sinfónica de Castilla y León en el auditorio de Valladolid del Centro Cultural Miguel Delibes.

## Sección oficial
Los directores Atom Egoyan, Amos Gitai, Rodrigo Plá, Doris Dörrie, Alberto Lecchi y Chus Gutiérrez llevaron sus últimos trabajos a competición dentro de la Sección Oficial del festival.
La cita comenzó el 24 de octubre con la proyección de Captain Abu Raed, la primera película nominada por Jordania para los Óscar y dirigida por Amin Matalga.
Además, se pudieron ver las óperas primas de Amy Redford, hija de Robert Redford, el español Abel García Roure y Jodie Markell. Entre los cineastas españoles estuvieron también Helena Taberna y Abel García Roure, que llevó un documental.
En total hubo 12 películas europeas, 4 latinoamericanas, tres americanas y una jordana. En la clausura se pudo ver Young@heart, un documental dirigido por Stephen Walker y que consiguió el premio del público en el festival de Los Ángeles.

## Palmarés

### Sección oficial
El largometraje italo-brasileño Estómago, dirigido por Marcos Jorge, se llevó la Espiga de Oro, máximo galardón del festival.
El frasco, película argentina dirigida por Alberto Lecchi, consiguió la Espiga de Plata y el premio del público.
El premio a mejor actriz recayó en Maria Heiskanen, del filme Los momentos eternos de María Larssons.
El premio al Mejor Actor fue para João Miguel, protagonista de Estómago, ex aequo con Unax Ugalde. 
La española Retorno a Hansala, dirigida por Chus Gutiérrez, se alzó con el reconocimiento especial del jurado, mientras que el de Mejor Dirección de Fotografía fue para Mischa Gavrjusjov y Jan Troell por Los momentos eternos de María Larssons.
Carmen Maura recibió la Espiga de Honor, en reconocimiento a toda su carrera cinematográfica.
Por último, La ventana, de Carlos Sorín, se llevó el premio Fipresci por "la sinceridad que se desprende de una historia emocionante desarrollada en un universo cerrado", según el jurado. 
Respecto a los cortometrajes, la Espiga de Oro fue a parar a Cuidado con el hacha, de Jason Stutter, y la de Plata recayó en Hace tiempo pasó un forastero, de José Carrrasco.